# 比贊數
比贊数（Be）是得名自杜克大学教授阿德里安·比贊的無量綱，有二種比贊数，分別用在熱力學及流體力學中。

## 熱力學
熱力學中的比贊数是热传不可逆性和總不可逆性（因為热传及流體摩擦力）之間的比例：
{\displaystyle \mathrm {Be} ={\frac {{\dot {S}}'_{\mathrm {gen} ,\,\Delta T}}{{\dot {S}}'_{\mathrm {gen} ,\,\Delta T}+{\dot {S}}'_{\mathrm {gen} ,\,\Delta p}}}}
其中
{\displaystyle {\dot {S}}'_{\mathrm {gen} ,\,\Delta T}}是因為热传產生的熵
{\displaystyle {\dot {S}}'_{\mathrm {gen} ,\,\Delta p}}是因為流體摩擦力產生的熵

## 流體力學、熱傳學及質傳學
流體力學的比贊數是沿著長度{\displaystyle L}管道的無因次壓力差：
{\displaystyle \mathrm {Be} ={\frac {\Delta PL^{2}}{\mu \nu }}}
其中
{\displaystyle \mu }為粘度
{\displaystyle \nu }是動量扩散率（運動粘度）
熱傳學的比贊數是沿著長度{\displaystyle L}管道的無因次壓力差：
{\displaystyle \mathrm {Be} ={\frac {\Delta PL^{2}}{\mu \alpha }}}
其中
{\displaystyle \mu }是粘度
{\displaystyle \alpha }是熱扩散率
比贊数在強制對流中的角色和瑞利数在自然對流中的角色相近。
質傳的比贊數是沿著長度{\displaystyle L}的管道無因次壓力差：
{\displaystyle \mathrm {Be} ={\frac {\Delta PL^{2}}{\mu D}}}
其中
{\displaystyle \mu }是粘度
{\displaystyle \alpha }是質傳擴散率
若在雷諾類比的條件下（Le = Pr = Sc = 1），以上三種Bejan数都相同。
阿瓦德（Awad）和拉赫（Lage）提出了另一個修改版的比贊数，最早是從巴塔查爾吉（Bhattacharjee）和格羅赫德勒（Grosshandler）針對動量過程的研究所產生的，這種比贊数中不使用粘度，而用流體密度和動量扩散率的乘積來代替。此作法一方面更接近物理特性，而且此無因次量可以不受粘度影響。這種簡化也可以將比贊数延伸到其他的擴散過程中，例如熱傳，只要更換擴散係數即可。因此也可以產生通用的比贊数，描述壓力差和擴散之間的關係。已證明此通用形式對於符合雷諾類比（Le = Pr = Sc = 1）的過程，會有類似的結果，也就是表示動量、能量及特定物質質量的比贊数會是相同的值。
因此，比贊数更中性的定義如下：
{\displaystyle \mathrm {Be} ={\frac {\Delta PL^{2}}{\rho \delta ^{2}}}}
其中
{\displaystyle \rho }流體密度
{\displaystyle \delta }為要考慮過程的擴散係數
此外，阿瓦德比較哈根數及流體力學的比贊數，兩者的物理意義是不同的，哈根數是無因次的壓力梯度，而比贊數是無因次的壓力差。不過若哈根數的特徵長度（l）等於比贊數的流體長度（L）， 因此在哈根-泊肅葉流中的比贊數可以用下式來定義
{\displaystyle \mathrm {Be} ={{32ReL^{3}} \over {d^{3}}}}
其中
{\displaystyle Re}為雷諾數
{\displaystyle L}為流體長度
{\displaystyle d}為管路直徑
此處的比贊數也是無因次量。